# White City FC
O White City FC é um clube de futebol com sede na em Adelaide, Austrália, que foi fundado em 1949.
Este é um clube sérvio-australiano e fazem parte do Beograd Woodville Sports and Social Club. O clube rival é o croata-australiano Adelaide Raiders. Eles foram anteriormente treinados pelo ídolo da Seleção Australiana de Futebol Milan Ivanović.

## Jogadores notáveis
| - Chad Bugeja - Lucas Pantelis - Robert Cornthwaite - Ross Aloisi - Kris Trajanovski - Todd Clarke - Cristiano - Lloyd Owusu - Zoran Matić - Andrej Rastovac |